# The Chaos Engine
The Chaos Engine (ook wel Soldiers of Fortune) is een computerspel dat werd ontwikkeld door The Bitmap Brothers en uitgegeven door Spectrum Holobyte.
Een experiment in de 20e eeuw met tijd, ruimte en computers leidde tot een machine genaamd "Chaos Engine". Deze machine veranderd onschuldige burgers in moordmachines. De speler beschikt over een serie huurling met elk hun specialiteiten, te weten: 'The Thug', 'Preacher', 'Mercenary', 'Gentleman', 'Navvie' en 'Brigand'. Het doel is om met een huurling als duo een einde aan de machine te maken.
In 1996 kreeg het spel een opvolger voor de Commodore Amiga genaamd The Chaos Engine 2.

## Platforms
| Jaar | Platform                               |
| ---- | -------------------------------------- |
| 1993 | Amiga, Atari ST, SNES, Sega Mega Drive |
| 1994 | Amiga CD32, DOS                        |
| 2000 | Acorn 32-bit                           |
| 2005 | J2ME                                   |
| 2013 | BlackBerry, Linux, Macintosh, Windows  |

## Prijzen
- SEGA Awards 1994 Best Action Game
- SEGA Awards 1994 Best 3rd Party Game of the Year
- POWERPLAY Multi Player Game of the Year
- Amiga Power 11th best game of all time
- Mega 15th best Mega Drive game of all time

## Ontvangst
| Beoordeeld door                | Platform        | Jaar | Score |
| ------------------------------ | --------------- | ---- | ----- |
| Pelit                          | Amiga           | 1993 | 95%   |
| GamePro (USA)                  | Sega Mega Drive | 1993 | 90%   |
| CU Amiga                       | Amiga CD32      | 1994 | 88%   |
| Power Play                     | DOS             | 1994 | 86%   |
| Amiga Joker                    | Amiga           | 1993 | 85%   |
| MikroBitti                     | DOS             | 1994 | 80%   |
| PC Games (Duitsland)           | DOS             | 1994 | 77%   |
| ASM (Aktueller Software Markt) | Amiga           | 1993 | 75%   |
| PC Player (Duitsland)          | DOS             | 1994 | 72%   |
| GameStar (Duitsland)           | Windows         | 2013 | 28%   |